# Calyptrogyne coloradensis
Calyptrogyne coloradensis är en enhjärtbladig växtart som beskrevs av Andrew James Henderson. Calyptrogyne coloradensis ingår i släktet Calyptrogyne och familjen Arecaceae.
Artens utbredningsområde är Panama. Inga underarter finns listade i Catalogue of Life.